# Kasteel Hernen

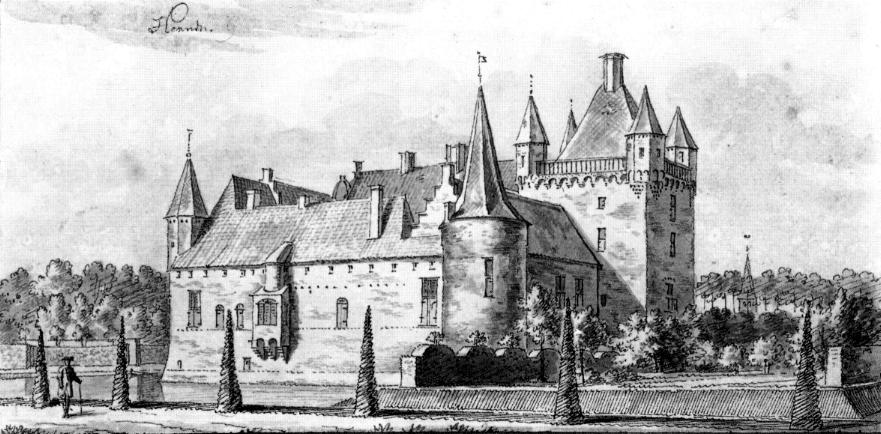
Kasteel Hernen op oude prent

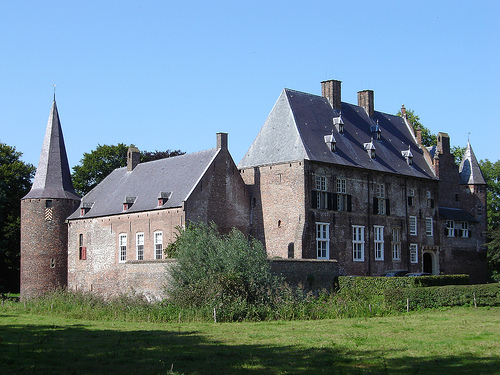
Kasteel Hernen tegenwoordig

Kasteel Hernen is een Nederlands kasteel uit de 14e eeuw.
Kasteel Hernen ligt in het zuiden van Gelderland, in het dorp Hernen (gemeente Wijchen), in het uiterste westen van het Rijk van Nijmegen. Het is waarschijnlijk rond 1350 ontstaan, en bestond toen slechts uit een woontoren (donjon). Later is het herhaaldelijk uitgebreid, waarbij de vroegere binnenplaats steeds meer werd volgebouwd. De woontoren is in de 18e eeuw ingestort.
Het kasteel is sinds de 17e eeuw niet meer bewoond en is ook nooit belegerd. Mede daardoor is er weinig aan verbouwd, en is het goed bewaard gebleven. Het beschikt als enige kasteel in Nederland over overdekte weergangen.
In 1883 werd het gekocht door de familie Den Tex. Een dochter schonk het kasteel in april 1940 aan de Stichting Vrienden der Geldersche Kasteelen die speciaal hiervoor werd opgericht. Een gedeelte van het kasteel is toegankelijk; in een ander deel is de A.A. Brediusstichting gevestigd.
In 1968 werd onder andere op dit kasteel de televisieserie Floris opgenomen.

## Motte

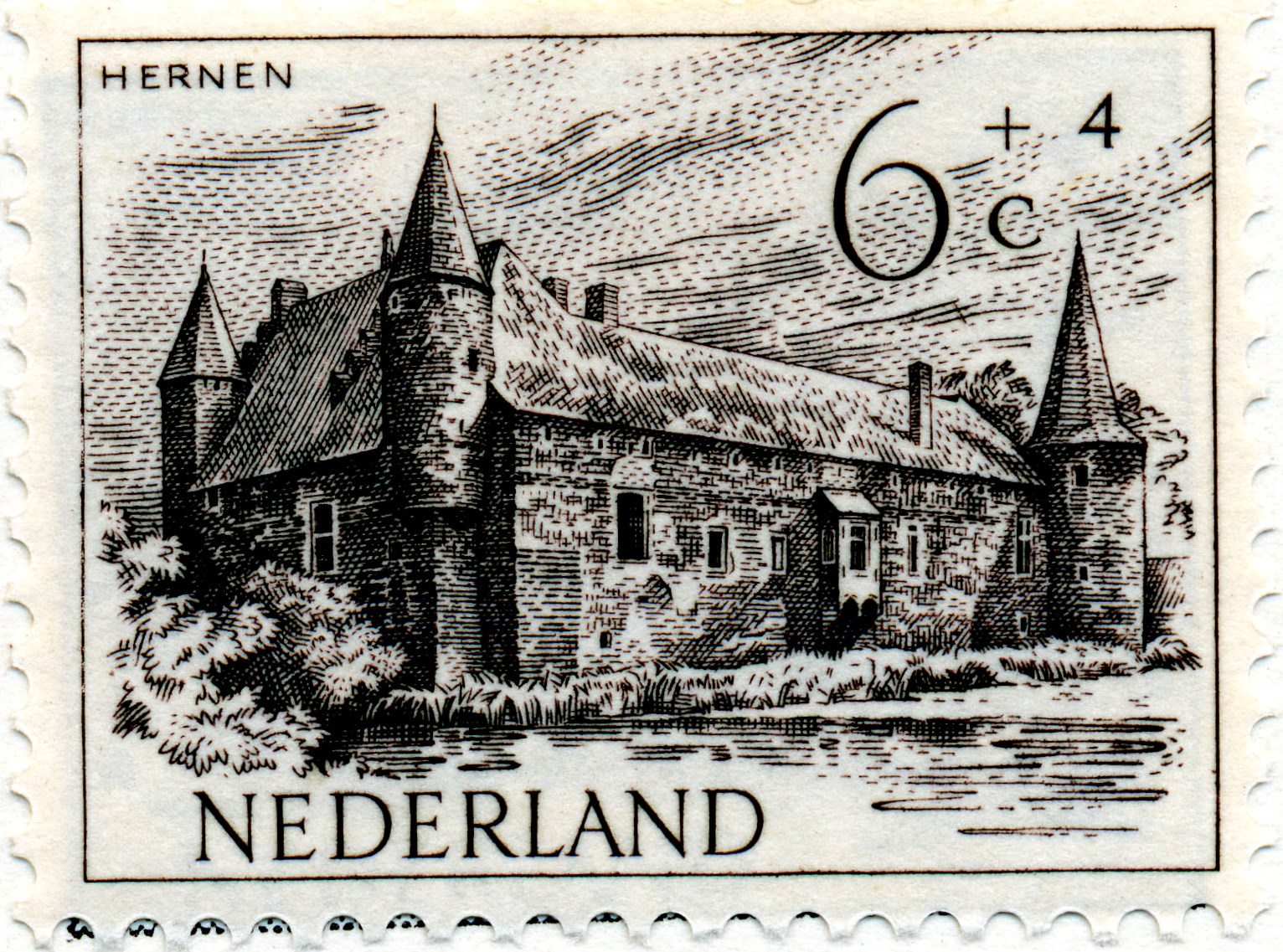
Kasteel Hernen (Zomerzegel, 1951)

In september 2009 stuitten archeoloog Laurens Flokstra en historicus Wim Kattenberg op de restanten van een mottekasteel, westelijk van het riviertje De Elst. Op een oude luchtfoto van de Royal Air Force had Flokstra een cirkelvormige structuur in het landschap ontdekt, waarna zij met een bodemradar een 'radargram' van het beoogde terrein maakten. Daaruit bleek dat er een gedempte mottegracht in de bodem aanwezig moest zijn. Bij de vervolgens verrichte opgravingen werden scherven uit de 12e en 13e eeuw op de plek van de voormalige gracht gevonden. Uit verdere vondsten, op het middenterrein van het voormalige kasteel, blijkt dat de motte hier in het begin van de twaalfde eeuw moet hebben gestaan.